# Танака, Сатоко
Сатоко Танака (яп. 田中 聡子 Танака Сатоко, р.3 февраля 1942) — японская пловчиха, призёр Олимпийских игр.
Сатоко Танака родилась в 1942 году в Сасебо префектуры Нагасаки.
В 1958 году Сатоко Танака стала чемпионкой Азиатских игр. В 1960 году на Олимпийских играх в Риме Сатоко Танака завоевала бронзовую медаль на дистанции 100 м на спине, и заняла 7 место в эстафете 4×100 м комплексным плаванием. В 1962 году она вновь стала чемпионкой Азиатских игр. В 1964 году на Олимпийских играх в Токио она была четвёртой как на дистанции 100 м на спине, так и в эстафете 4×100 м комплексным плаванием.